# The Other Side (SZA & Justin Timberlake)
The Other Side is een nummer uit 2020 van de Amerikaanse zangeres SZA en de eveneens Amerikaanse zanger Justin Timberlake. Het is de eerste single van de soundtrack van de film Trolls World Tour, waarin Timberlake de stem van het personage Branch vertolkt.
Het nummer kent een geluid dat doet denken aan Timberlake's hit "Rock Your Body" uit 2003, wat ook geldt voor de bijbehorende videoclip. Volgens Timberlake zelf is de videoclip vooral een knipoog naar hiphopclips uit de jaren '90. "The Other Side" wist in veel landen de hitlijsten te bereiken. In de Amerikaanse Billboard Hot 100 bereikte het de 61e positie. In de Nederlandse Top 40 werd de 33e positie gehaald, en in de Vlaamse Ultratop 50 de 50e.